# フラクトグラフィ

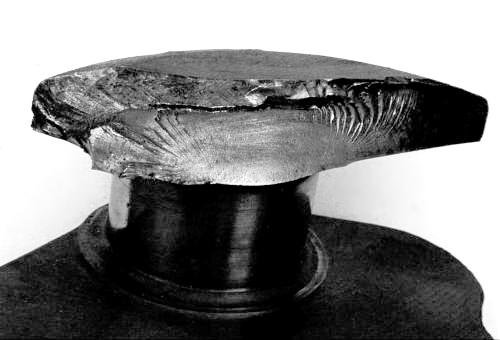
クランクシャフトの疲労破面

フラクトグラフィ（英: Fractography）とは、破損した物体の破面を観察し、破壊原因や破壊の機構の情報を得る解析、あるいは、そのような手法のことである。日本語では破面学や、単に破面解析と訳される。事故調査や研究室での材料試験などで活用される。

## 概説
1つの物体が破壊して2つ以上に分離すること（いわゆる「割れる」こと）を工学的には破断と呼ぶ。物体が破断するとき、対になる新生面が発生して物体が分離するが、このような新生面を破面あるいは破断面と呼ぶ。破面の表面形状にはその破断の仕方による特徴が残り、フラクトグラフィは、その破面を観察することで破壊原因や破壊機構を推定することを目的とする。機械部品の破損が関係する事故の破壊原因調査や、材料の破壊力学的研究などで活用される。
破断面の観察方法としては、肉眼から光学顕微鏡、電子顕微鏡、走査型トンネル顕微鏡までの装置が得たい情報に応じて使用される。肉眼や光学顕微鏡などを用いた低倍率な方法によるものをマクロフラクトグラフィ、電子顕微鏡などを用いた高倍率な方法によるものをマイクロフラクトグラフィとも呼ぶ。
破面の特徴としては、疲労破壊では、巨視的な縞模様のビーチマーク、微視的な縞模様のストライエーションなどがある。

## 破面の特徴
金属材料の破壊機構とそれらによる破面の主な特徴を示す。実際の破壊要因に該当する特徴が表れない、あるいは残っていない場合も有るので注意が必要である。
| 破壊機構     | 破面に見られる特徴                                               |
| ------------ | ---------------------------------------------------------------- |
| 延性破壊     | ディンプル、すべり帯                                             |
| 脆性破壊     | リバーパターン、劈開面、ラジアル、ヘリンボン                     |
| 疲労         | ストライエーション、ビーチマーク、すべり帯                       |
| 腐食疲労     | 腐食ピット、ストライエーション、脆性ストライエーション、粒界破面 |
| 応力腐食割れ | 粒界破面                                                         |
| クリープ破壊 | 粒界破面                                                         |

## 関連文献
- 江原隆一郎「最近のフラクトグラフィとその応用: 3.環境破壊II -腐食疲労-」『材料』第47巻第8号、1998年8月15日、874-880頁、doi:10.2472/jsms.47.874、ISSN 0514-5163、NAID 110002302416。